# 基本情報技術者試験
基本情報技術者試験（きほんじょうほうぎじゅつしゃしけん、Fundamental Information Technology Engineer Examination、略号FE）は、情報処理の促進に関する法律第29条第1項に基づき経済産業大臣が行う国家試験である情報処理技術者試験の一区分。対象者像は「高度 IT 人材となるために必要な基本的知識・技能をもち，実践的な活用能力を身に付けた者」。
情報処理技術者試験制度のスキルレベル2（スキルレベルは1から4が設定されている。）に相当する。2000年度（平成12年度）までの名称が第二種情報処理技術者試験であったことから二種という略称を用いる人もいる。
「基本情報処理技術者試験」は誤りである。

## 概要
試験は科目Aと科目Bに分けられている。いずれもComputer Based Testing (CBT) 方式によって実施される。問題数・問題構成等は #形式 を参照。
試験の出題範囲は、「コンピュータ科学基礎・コンピュータシステム・システムの開発と運用・ネットワーク技術・データベース技術・セキュリティと標準化・情報化と経営」など多岐にわたる。また、コンピュータ言語のプログラミングに関する問題が出されることから、主にプログラマ向けの能力認定試験として、情報産業界では古くから重要視される。
情報処理技術者試験の中では、応用情報技術者試験（旧・第一種情報処理技術者試験）と並び、最も歴史の長い区分である。
現在ではシステム開発者側だけでなく、旧・初級システムアドミニストレータ試験（初級シスアド）で対象にしていた利用者側にもある程度対応した試験となっている（例えば、午後試験で簿記や経営に関する内容が出題されたり、プログラミングに関する問題で言語の代わりに表計算ソフトを選択可能になった、など）。しかしながら、午後のアルゴリズムは選択必須であり、依然としてプログラマからシステムエンジニアへの登竜門とされている。情報工学に関連するエンジニアの実務においてもベースとなる。特に大手システム開発会社ではこの試験に合格することが技術者の必要最低限の資格として重要視されることがあり、入社3年程度以内に取得することを推奨されている。その上で、応用情報技術者試験（AP）など、上位の試験合格を目指すキャリアパスになっている。
受験者の年齢層は10代半ばから50歳代と幅広い。近年では、60代や70代など高齢者の受験も僅かながら増加している。受験者のボリュームゾーンは、19 - 21歳（主に情報系の大学生、専門学校生）と、22 - 25歳（主にシステム開発会社の新入社員）にある。合格者の平均年齢は24 - 26歳とボリュームゾーンよりやや高い年齢である。
新卒のIT職の志望者の中での取得率は10%に満たない。大手民間企業や公的機関のIT関連職では基本情報技術者試験 (FE) 以上の合格者しか採用しないケースもある。
公的機関では特に、情報技術の関連職の採用を、基本情報技術者試験 (FE) の合格を基準に行っているところがあり、大学卒業程度に相当する資格と位置づけられるのが一般的である。
受験者の最終学歴の最頻は理工系の情報系専攻の大卒となっているが、近年では文系の大卒が増加している。その背景としては文学部や経済学部といった従来情報系とは関連の乏しい分野にも情報解析、情報処理を応用した講義が増加傾向にあることや、情報メディアといった芸術職や広告業向けの専攻が増加したこと、情報技術の普及とITリテラシーの高度化などが挙げられる。
応募者数に比して実際に受験した受験者数が例年低く（これは応用情報技術者試験 (AP) も同様）、受験率は毎年60パーセントから70パーセント程度である。言い換えれば、3割程度の応募者は受験していない。
年間の受験者数は10万人を超え（2022年度は応募者数約11万人）、情報処理技術者試験の試験区分のなかでITパスポート試験（2022年度は応募者数約25万人）に次いで多い。1985年試験までは年1回の実施だったが、受験者数が増加したため、1986年以降は年2回の実施に変更された。

## 試験の難易度
2006年春以前の被採点者中の合格率は15%前後で推移し、2006年秋試験以降は例年20%台である、2006年春以前の申込者中の合格率は11%前後で推移し、2006年秋試験以降は例年16%前後である。。
合格率は合格者数を受験者数で割って算出した数値である。なお、この受験者数には「応募はしたものの試験当日に欠席した者」・「途中退室などして採点されなかった者」・「マークシート記入ミスなどして採点されなかった者」・「午後試験を受験せず採点されなかった者」・「不正行為をした者」等は含まれない。先述の通り、全応募者のうち、試験当日に何らかの形で採点されなかった者が例年3割程度存在する。そのため、棄権者を含めた総応募者数から見た実質の合格率は例年10%台になる。
第二種情報処理技術者試験（旧名称）から基本情報技術者試験（新名称）に2001年（平成13年度）に名称変更となったが、旧名称の頃の方が合格率が低く、難関な国家資格であった。
【合格率の推移】
- 旧名称：第二種情報処理技術者試験 8% - 27% （6% - 19%）
- 新名称：基本情報技術者試験 12% - 35% （8% - 26%）
- CBT方式導入後、春期と秋期の2期制（2020年度から2022年度）35% - 48% （31% - 42%）※（）内は申込者中の合格率
- CBT方式導入後、通年実施（2023年度から）約50%[5]

合格者の平均年齢は例年24 - 26歳程度である。これは情報処理技術者試験の各区分のなかで最も若い。大学生などの学生や入社3年以内の新人社員の受験者が多いことが関係しているとされる。2019年度（平成31年度）春期試験で9歳の合格者、通期開催となった2023年4月に8歳の合格者が誕生した。最高齢は87歳。

### ジュニアマイスター顕彰制度
工業高等学校のジュニアマイスター顕彰制度において、基本情報技術者試験はAランク（20ポイント）の区分である。

## 沿革
- 1969年（昭和44年）第二種情報処理技術者認定試験として実施。
  - 試験的な意味を含めた開催であった。合格率は約8%。応募者中の合格率は5%の難関試験だった。
- 1970年（昭和45年）第二種情報処理技術者試験として実施。
- 1986年（昭和61年）情報処理技術者試験は年2回実施されることとなり、受験者数が増加した第二種情報処理技術者試験は春期と秋期の年2回実施。以降合格率は15%前後、応募者中の合格率は10%、合格者の平均年齢は24歳前後で推移する。
- 1992年（平成4年）秋期試験より、午後の選択問題でC言語が追加される。
- 1994年（平成6年）秋期試験より、午後試験が記述式から選択式（マークシート）に変更、電卓が使用可能、一部免除制度導入、合格証書の寸法がB5からA4に変更、英語名称変更[注 3]。
- 2000年（平成12年）11月8日 試験を新設する[11]。
  - 制度改正により基本情報技術者試験と改称、出題範囲・形式を変更。
    - 第一種情報処理技術者試験にあった情報科学分野やコンピュータシステムなどが出題範囲に含まれた。
- 2001年（平成13年）4月15日 初の試験を実施する[12]。
  - 同年5月22日 初の合格者を決定する[1]。
    - 出題範囲の拡大により難易度が上昇した。（被採点者の合格率は16.2% ※志願者による競争率はおよそ9倍(応募者の合格率は約11%)）
    - 受験者数の減少。

  - 同年10月の秋期試験より、午後の選択問題でJavaが追加される。
- 2002年（平成14年）秋期試験より、電卓が使用禁止となる。
- 2005年（平成17年）春期試験より、午前科目の免除制度が導入される（後述）。
- 2006年（平成18年）秋期試験より、合格率が上昇する。
- 2009年（平成21年）4月15日 試験の科目を変更する[13]。制度改正後、初の試験を実施する[14]。
  - 制度改正により初級システムアドミニストレータ試験（初級シスアド）の一部を吸収し、出題範囲・形式を変更。なお、他の多くの区分名が変更されたが本試験については改称されなかった[注 4]。
  - 制度改正前はソフトウェア開発に重点を置いた出題範囲であったのに対し、制度改正後は利用者側にも対応した広い出題範囲となり、午後試験でマネジメント分野や経営戦略分野、表計算ソフトといった問題が選択可能になった。
  - 制度改正後初回の受験者平均年齢は25.8歳、合格者平均年齢は26.3歳[15]と上昇、ここ数年の平均合格率は24%前後[16]を推移している。
  - 応募者数は当初は増加したものの、春期試験では平成23年度特別試験から4期連続、秋期試験では平成22年度から6期連続で減少した[17]。
- 2011年（平成23年）10月16日 秋期試験より、表計算の問題でマクロに関する内容が追加されるようになる[18]。
  - 2011年度（平成23年度）春期まで他のプログラミング言語より簡単と批判されてきた表計算だったが、これにより、他の言語と同じくらいの難易度に引き上げられた。
- 2014年（平成26年）4月20日 春期試験より、情報セキュリティ分野からの出題が強化される。
  - 午前試験でセキュリティ分野からの出題問題数が増えた他、午後試験でセキュリティ分野が必須問題になった。
- 2019年（令和元年）10月 秋期試験を最後にCOBOLの出題を廃止。
- 2020年（令和2年） 午後の選択問題でPythonを追加。ただし、4月19日実施予定だった春期試験が日本における2019年コロナウイルス感染症による社会・経済的影響のため中止となった。

- 2020年（令和2年）9月18日、新型コロナウイルスの影響により当初予定していた10月18日の試験を延期すること、および、令和2年度内にCBT方式に切り替えて実施することが発表される[19]。同年10月15日に、基本情報技術者試験は2021年1月 - 3月の間に実施する予定が発表されるとともに、身体障害者などを対象とした筆記試験は令和3年度春期試験から実施することも発表された[20]。
- 2022年（令和4年）4月25日、2023年（令和5年）4月よりCBT試験が通年で随時受験可能になることが発表された[21]。また、通年試験化に伴い、試験時間の短縮や、出題形式・出題範囲の変更も発表された[21][22]。
  - 出題形式：従来の午後試験は大問形式から小問形式へ変更し、出題数・解答数の変更などによって試験時間を短縮する
  - 出題範囲：科目A試験（従来の午前試験に相当）は現在の午前試験に準ずる。科目B試験（従来の午後試験に相当）は、必須解答としていた「情報セキュリティ」と「データ構造及びアルゴリズム（擬似言語）」の二つの分野を中心にした構成に変更。個別プログラム言語（C・Java・Python・アセンブラ言語・表計算ソフト）による出題を、擬似言語による出題に統一
  - 合否判定：加点方式をやめ項目応答理論 (IRT) を用いた評価に統一。科目A／B共に、1000点満点中600点以上で合格。
- 2023年（令和5年）4月 通年実施化開始

## 出題範囲
基本情報技術者試験（FE）の出題範囲を更に詳細化し、スキルレベル2の知識・技能の幅と深さを体系的に整理・明確化した「シラバス」（情報処理技術者試験における知識・技能の細目）が策定され、公表されている。
シラバスは、試験の合格を目指す受験者にとっての学習指針として、また、企業・学校の教育プロセスにおける指導指針として、有効に活用されることが期待されている。
技術動向などを踏まえて、内容の追加・変更・削除など、適宜見直しが行われている。
出題範囲は広く、情報処理に関する総合力を問う試験となっている。所謂テクノロジと呼ばれる領域（情報技術）だけでなく、マネジメント（経営管理）やストラテジ（経営戦略）の知識も必要となる。なお、上位区分の応用情報技術者試験（スキルレベル3）や下位区分のITパスポート試験（スキルレベル1）も、出題範囲としては基本情報技術者試験（スキルレベル2）とほぼ同じである。違いは出題される内容の深さであり、応用情報技術者試験（AP）では基本情報技術者試験（FE）で扱う内容をより深く掘り下げたものが出題される。逆にITパスポート試験では基本情報技術者試験の内容を浅くしたものが出題される。
ちなみに高度情報処理技術者試験（スキルレベル4）は基本情報や応用情報などと異なり、各試験区分ごとに異なる専門分野に特化した試験となっている（例えば、ネットワークスペシャリスト試験はネットワークに、データベーススペシャリスト試験はデータベースに、プロジェクトマネージャ試験はマネジメント領域に、ITストラテジスト試験はストラテジ領域に特化した試験となっている。）。また、情報セキュリティマネジメント試験（SG）も制度上は基本情報技術者試験（FE）と同じスキルレベル2の試験であるが、セキュリティ分野に特化した試験となっている。

### 科目A（テクノロジ系）

#### 基礎理論
基礎理論
- 離散数学
- 応用数学
- 情報に関する理論
- 通信に関する理論
- 計測・制御に関する理論

アルゴリズムとプログラミング
- データ構造
- アルゴリズム
- プログラミング
- プログラム言語
- その他の言語

#### コンピュータシステム
コンピュータ構成要素
- プロセッサ
- メモリ
- バス
- 入出力デバイス
- 入出力装置

システム構成要素
- システムの構成
- システムの評価指標

ソフトウェア
- オペレーティングシステム
- ミドルウェア
- ファイルシステム
- 開発ツール
- オープンソースソフトウェア

ハードウェア
- ハードウェア

#### 技術要素
ユーザインタフェース　※2024年10月から変更。9月までは「ヒューマンインタフェース」
- ユーザンタフェース技術　※2024年10月から変更。9月までは「ヒューマンインタフェース技術」
- UI/UXデザイン　※2024年10月から変更。9月までは「インタフェース設計」

情報メディア　※2024年10月から変更。9月までは「マルチメディア」
- マルチメディア技術
- マルチメディア応用

データベース
- データベース方式
- データベース設計
- データ操作
- トランザクション処理
- データベース応用

ネットワーク
- ネットワーク方式
- データ通信と制御
- 通信プロトコル
- ネットワーク管理
- ネットワーク応用

セキュリティ
- 情報セキュリティ
- 情報セキュリティ管理
- セキュリティ評価技術
- 情報セキュリティ対策
- セキュリティ実装技術

#### 開発技術
システム開発技術
- システム要件定義
- システム方式設計
- ソフトウェア要件定義
- ソフトウェア方式設計・ソフトウェア詳細設計
- ソフトウェアコード作成およびテスト
- ソフトウェア結合・ソフトウェア適格性確認テスト
- システム結合・システム適格性確認テスト
- ソフトウェア導入
- ソフトウェア受入れ
- ソフトウェア保守

ソフトウェア開発管理技術
- 開発プロセス・手法
- 知的財産適用管理
- 開発環境管理
- 構成管理・変更管理

### 科目A（マネジメント系）

#### プロジェクトマネジメント
プロジェクトマネジメント
- プロジェクト統合マネジメント
- プロジェクト・スコープ・マネジメント
- プロジェクト・タイム・マネジメント
- プロジェクト・コスト・マネジメント
- プロジェクト品質マネジメント
- プロジェクト人的資源マネジメント
- プロジェクト・コミュニケーション・マネジメント
- プロジェクト・リスク・マネジメント
- プロジェクト調達マネジメント

#### サービスマネジメント
サービスマネジメント
- サービスマネジメント
- 運用設計・ツール
- サービスサポート
- サービスデリバリ
- サービスマネジメント構築
- ファシリティマネジメント

システム監査
- システム監査
- 内部統制

### 科目A（ストラテジ系）

#### システム戦略
システム戦略
- 情報システム戦略
- 業務プロセス
- ソリューションビジネス
- システム活用促進・評価

システム企画
- システム化計画
- 要件定義
- 調達計画・実施

#### 経営戦略
経営戦略マネジメント
- 経営戦略手法
- マーケティング
- ビジネス戦略と目標・評価
- 経営管理システム

技術戦略マネジメント
- 技術開発戦略の立案
- 技術開発計画

ビジネスインダストリ
- ビジネスシステム
- エンジニアリングシステム
- e-ビジネス
- 民生機器
- 産業機器

#### 企業と法務
企業活動
- 経営・組織論
- 業務分析・データ利活用　※2024年10月から変更。9月までは「OR・IE」
- 会計・財務

法務
- 知的財産権
- セキュリティ関連法規
- 労働関連・取引関連法規
- その他の法律・ガイドライン・技術者倫理
- 標準化関連

### 科目B
- プログラミング全般に関すること
- プログラムの処理の基本要素に関すること
- データ構造及びアルゴリズムに関すること
- プログラミングの諸分野への適用に関すること
- 情報セキュリティの確保に関すること

#### 参考：2022年度までの午後試験
- コンピュータシステムに関すること
  - ソフトウェア・ハードウェア
  - データベース
  - コンピュータネットワーク
- 情報セキュリティに関すること
- データ構造およびアルゴリズムに関すること
- ソフトウェア設計に関すること
- ソフトウェア開発に関すること
  - プログラミング（C言語・Java・Python・アセンブラ言語・表計算ソフト）
    - Javaは2001年（平成13年）秋期から追加。
    - 表計算ソフトは2009年（平成21年）春期から追加。
    - Pythonは2020年（令和2年）春期から追加。
    - 2019年（令和元年）秋期まではCOBOLが出題対象に含まれていた。
- マネジメントに関すること
  - プロジェクトマネジメント
  - ITサービスマネジメント
- ストラテジに関すること
  - システム戦略
  - 経営戦略・企業と法務

## 形式

### 全般
情報通信技術全般から基本的な知識を問う問題が出題されるが、プログラマ等の開発者側だけでなく、システムアドミニストレータで対象としていた利用者側にも対応した試験となっている。
そのため、従前の試験の出題範囲に加えて、初級システムアドミニストレータ試験（初級シスアド）の内容であった問題が出題されるようになった。
例えば、午後試験で表計算ソフト（試験用オリジナルソフト）の問題が選択可能となったことである。
科目A・科目B共に正解率60%以上で合格となる。採点は項目応答理論 (IRT) によって実施される。問題は非公開である。
ちなみに、上位区分の応用情報技術者試験や高度情報処理技術者試験では午前で不合格だった場合は午後は採点されないが、基本情報技術者試験では午前が不合格だった場合でも午後も採点自体はされる。

### 科目A
試験時間90分。四肢択一式。出題数60問。評価は56問で行い、残りの4問は今後出題する問題を評価するために使われる。
- 問1 - 問41：テクノロジ系（41問）
- 問42 - 問48：マネジメント系（7問）
- 問49 - 問60：ストラテジ系（12問）

### 科目B
試験時間100分。多肢選択式。出題数20問。評価は19問で行い、残りの1問は今後出題する問題を評価するために使われる。
- 問1 - 問16：アルゴリズムとプログラミング分野（16問）
- 問17 - 問20：情報セキュリティ分野（4問）

### 参考：2020年度から2022年度までの形式

#### 午前
試験時間150分。四肢択一式（マークシート使用）で80問出題され全問解答。素点形式で採点され60点以上で合格（満点は100点）。
- 問1 - 問50：テクノロジ系（コンピュータ科学基礎・ハードウェア・稼働率・ソフトウェア・論理回路・データベース（SQL・正規化）・ネットワーク・セキュリティ・設計）
- 問51 - 問60：マネジメント系（DFD・開発規模、工数など）
- 問61 - 問80：ストラテジ系（全体計画立案・業務改善・契約タイプ・経営戦略・ABC分析・利益や費用の計算・関係法規など）

- 2008年までテクノロジ系やマネジメント系が中心であったものが、2009年よりそれまで初級システムアドミニストレータ試験（初級シスアド）で出題されていたようなストラテジ系が20問出題されるようになった。従前でもストラテジ系の問題は出題されてはいたものの、出題数自体は少なかった。

- 2014年度（平成26年度）の試験より、セキュリティ分野からの出題が強化されており、セキュリティに関する問題が（テクノロジ領域50問中）10問程度出題されるようになっている[24][出典無効]。

- 2019年（令和元年）秋季試験より、線形代数や確率・統計など、数学に関する問題の出題が強化されている。

#### 午後
試験時間150分。素点形式で採点され60点以上で合格（満点は100点）。
- 問1：情報セキュリティに関する問題（必須解答）。20点満点。
- 問2-問5：「ソフトウェア・ハードウェア」「データベース」「ネットワーク」「ソフトウェア設計」「マネジメント・ストラテジ」などの分野から4問出題され、そのうち2問を選択する。各15点満点（計30点満点）。
- 問6：擬似言語と言われる簡略化されたコンピュータ言語を用いた応用問題（必須解答）。25点満点。
- 問7-問11：ソフトウェア開発、プログラミングに関する問題。C言語、Java、Python、アセンブラ（CASL II）、表計算のうち1問を選択する。いずれも（表計算の問題も含め）論理的思考力を要求される。25点満点。

- 上記のうち、問2-問5から2問を選択、問7-問11のうち1問を選択、問1,6が必須となる。2019年度試験までと比べて、必須の情報セキュリティ分野および擬似言語（アルゴリズム）に関する問題、最後のコンピュータ言語問題の配点比率が高くなる。そのため、従来から難関と言われてきたアルゴリズムおよびコンピュータ言語に関してより一層対策する必要があるため、文系の大学生および社会人にとっては難しい試験になることが予想される。
- 2019年度まではマネジメント分野（従来の問6、プロジェクトマネジメントまたはサービスマネジメント）とストラテジ分野（従来の問7、「システム戦略」または「経営戦略・企業と法務」）はそれぞれ独立していたが、2020年度より問5に統一される。また、配点比率も低くなる（2020年度より15点満点となる。ちなみに2019年度までは問6と問7を両方選択した場合、計24点満点となっていた。）。そのため、マネジメントやストラテジを得意とする文系、特に経済学部・経営学部・商学部などの大学生は、マネジメントやストラテジの対策に集中しすぎて、逆に配点比率が高くなった情報セキュリティ、アルゴリズム、コンピュータ言語の対策が疎かにならないよう注意が必要である。
- 問7-問11のソフトウェア開発に関する問題は、基本的に自分が得意とする、または業務で使用するプログラミング言語を選択して解答することとなる。一般的にプログラミング初心者は低級言語のCASL II（問10）または表計算（問11）を選択することが推奨される。C言語（問7）、Java（問8）、Python（問9）といった高級言語は習得するのが難しく、初心者が合格レベルに達するようになるまではかなりの時間を要すると言われている。
  - 問9のPythonは、2020年（令和2年）度より選択可能となる予定のコンピュータ言語である。2019年（令和元年）度秋期を最後に廃止されたCOBOLに代わって追加される。
  - 問10のCASL IIは、基本情報技術者試験専用に策定されたアセンブラ言語である。C言語やJavaなどに比べて命令文が単純で、プログラムの行数も少ないため、覚えやすく、プログラミング初心者向けと言われることも多い。CASL IIの仕様は試験実施者が予め発表する他、試験問題中にも仕様書を示してくれるので、試験中にその場で仕様書を読んで理解し解答することも可能である。
  - 問11の表計算ソフトは試験専用のオリジナルソフトとされているが、関数および機能はMicrosoft Excelのものに近いとされる。表計算の問題は一般的にはプログラミング初心者向けと言われているが、いくつか注意が必要な点もある。表計算では前半部分の関数の問題に加え、後半では擬似言語を用いたマクロ定義の問題が出題されるため、問6に引き続きアルゴリズムに関しての知識が必要となる（初級シスアドおよびITパスポート試験ではマクロ機能に関する問題は出題されていない）。マクロの構文はVBAに近い。また、表計算は他のプログラミング言語に比べて、大問中の文章が長く、選択肢が多く設定されるため、解答に時間がかかる傾向にある。
- 複数選択した場合は、若い番号の問題が採点対象となる。たとえば、問7 - 71の中から問7と問8の両方を解答した場合、問7が採点対象となる。また、マークシートにある言語選択の欄を塗りつぶしていない場合は当該問題を回答しても採点されない。

### 参考：2009年度（平成21年度）から2019年度（令和元年度）秋期試験まで
- 問1：情報セキュリティ（必須解答）。12点満点。
- 問2-問7：ハードウェア、ソフトウェア、データベース、ネットワーク、ソフトウェア設計、プロジェクトマネジメント（またはサービスマネジメント）、システム戦略（または経営戦略・企業と法務）などの分野から6問出題され、そのうち4問を選択する。各12点満点（計48点満点）。
- 問8：擬似言語（必須解答）。20点満点。
- 問9-問13：ソフトウェア開発、プログラミングに関する問題。C言語、COBOL、Java、アセンブラ（CASL II）、表計算のうち1問を選択。20点満点。

- 2014年度（平成26年度）春季試験より、他の試験区分と共に情報セキュリティ分野の出題が強化され、午後試験では情報セキュリティ分野の大問1問が解答必須問題となった。[25]
- 上記のうち、問2-問7から4問を選択、問9-問13のうち1問を選択、問1,8のみ必須となり、擬似言語問題とコンピュータ言語問題の出題はそれぞれ1問のみとなった。また、問13に表計算の問題が出てきたことによりコンピュータ言語問題を選択しなくてもよくなった。ただし、問8の擬似言語問題は必須で、問13の表計算の問題でも擬似言語を用いたマクロ定義の問題が出題されるため、引き続きアルゴリズムに関しての知識が必要。
- 2011年（平成23年）度秋より、表計算の問題でマクロに関する内容が追加されたため[18]、他の言語とほぼ同等の難易度に引き上げられた。
- 2020年の春季試験からはCOBOLを試験範囲から廃止し、代わりにPythonを追加することが発表されている[26][27]。

### 科目免除
2005年度（平成17年度）から、国または情報処理推進機構 (IPA) が認定した講座の修了者は修了日から1年間（本番2回分）、午前の科目が免除される（つまり、本番の試験では午後の科目だけ受験すれば良い）。
〔例〕
1. IPAに認定された「民間･公的試験」に合格する。
例1）サーティファイ情報処理技術者能力認定試験2級若しくは2級第一部。
例2）職業教育・キャリア教育財団 情報検定 情報システム試験 基本スキル。
2. IPAに認定された「免除対象科目履修講座」を受講・修了する。
  - 「免除対象科目履修講座」は一部の大学、短期大学、専門学校、高等学校、資格予備校等で開講されている。一定以上の出席率を満たしていること。
3. 「修了認定に係る試験」を受験・合格する。
  - IPAが提供する修了試験は、例年6月、7月、12月、1月の年4回実施される。
  - 修了試験は本番の午前科目より難易度がやや低いと言われている。

※なお、「本番の午前で60点以上取ったが、午後が59点以下だった」という場合の科目免除制度は存在しないため、注意を要する。

### 参考：2008年度（平成20年度）までの試験
午前試験はIRT（項目応答理論）、午後は配点（各大問につき(1) - (1)割程度の配点）をある計算式に導出して採点されていた。午前・午後とも最低200点-最高800点の5点刻みで評価され、その両方が600点以上であれば合格となっていた。

#### 午前
試験時間150分。四肢択一式（マークシート使用）で80問出題され全問解答。
出題範囲は「コンピュータ科学基礎」（現行の「基礎理論」に相当する分野）、「コンピュータシステム」、「システムの開発と運用」、「ネットワーク技術」、「データベース技術」、「セキュリティと標準化」、「情報化と経営」（現行のストラテジ系に相当する分野）であり、情報通信技術全般から基本的な知識を問う問題が出題された。ただし「情報化と経営」に関しては10問程度しか出題されず、現行の試験のストラテジ系（20問）より出題数は少なかった。また、現行の試験とは異なり、「監査」は対象外だった。
以前出題された試験問題が流用されることがあるため、過去問題を参考書などで演習すればまったく解けないことはない。ただ、近年重要な問題として挙げられるようになった著作権や、セキュリティに関して、新しい話題から出題されることもあれば、これまでまったくなかった新しい分野からの出題もまれに見られた。また、ソフトウェア開発技術者試験や情報セキュリティアドミニストレータ試験、上級システムアドミニストレータ試験など、より上位の区分から問題を持ち出してくることもあった。

#### 午後
試験時間150分。より高度な知識を問う問題、擬似言語と言われる簡略化されたコンピュータ言語を用いた応用問題と、4つのコンピュータ言語から1つを選択して解答する。プログラミングの問題が各2問出題される。
- 必須問題（全問回答）
  - IT共通知識体系：初級システムアドミニストレータ試験にも出題されていた、情報技術全般からの応用的知識が問われる。毎回必ず1、2問出題されていた。
    - データベース：データベースの運用やSQLなどの知識が問われる。
    - コンピュータネットワーク：IPアドレスの付与、稼働率、暗号化方式に関する知識が問われる。
    - 情報セキュリティ：暗号化、ウイルス対策、攻撃手法などの知識が問われる。

  - 擬似言語：アルゴリズムの知識を問う。擬似言語で使用する構文はC言語と似た部分が多い。毎回必ず1、2問出題されていた。
  - プログラム設計：与えられた仕様に基づいた、業務での知識やスキルが問われる。毎年必ず1問出題されていた。

以上の分野から5問出題され、多肢選択式（マークシート）で全問回答。
- 選択問題（各種プログラム言語問題）
  - C言語、COBOL、Java、CASL IIから一つないし二つの言語に関しての知識を問う。各言語2問ずつ、計8問出題され、うち2問を選択して回答する。選択問題は問6 - 6・問10 - 03に分かれており、問6 - 6の中から1問、問10 - 03の中から1問をそれぞれ選択する。
    - Javaは2001年（平成13年）秋期から追加された。
    - CASL IIは第二種情報処理技術者試験のCASLを改訂したもの。
    - 第二種情報処理技術者試験にはFORTRANがあった。

## 第二種情報処理技術者試験
第二種情報処理技術者試験（だいにしゅじょうほうしょりぎじゅつしゃしけん、略称二種、Class II Information Technology Engineer Examination）は、かつて情報処理技術者試験にあった区分である。
1969年（昭和44年）に第二種情報処理技術者認定試験（だいにしゅじょうほうしょりぎじゅつしゃにんていしけん）として実施され、翌年1970年（昭和45年）より第二種情報処理技術者試験として開始された。
1985年（昭和60年）試験までは年1回の実施だった。受験者数の増加に伴い、1986年（昭和61年）以降は春期（4月第3日曜日）と秋期（10月第3日曜日）の年2回の実施に変更された。2000年（平成12年）秋期まで実施され、2001年（平成13年）春期より後継の基本情報技術者試験（略号FE）に移行した。
1994年（平成6年）春期までの情報処理技術者試験制度では、最も難易度が低い区分とされていた。また、同年秋期以降も、新設された初級システムアドミニストレータ試験に次いで2番目に難易度が低い区分とされていた。しかしながら、合格率が20%を上回ることはきわめて稀であり、例年10%台の難関国家資格であった。2009年（平成21年）春期以降の現行FEは合格率が20%を下回ったことがないため、現行FEよりも難易度が高い国家試験であったといえる。
なお、対象者像は高等学校卒業後、実務経験1年以上3年未満の一般常識を有するプログラマとされているが、実際の受験者、合格者は大学生および社会人が多く、高校生が合格するのは難しい国家試験として認知されていた。

### 試験形式
午前と午後の両方で基準点以上の得点を獲得することで合格となる。

#### 午前
試験時間150分。多肢選択式（マークシート使用）で80問出題され全問解答。
コンピュータシステム、ネットワーク、データベース、離散数学、プログラムなど情報技術全般から基本的な知識を問う問題が出題された。簿記・会計や経営戦略、企業活動に関する内容（現行FEのストラテジ系に相当する領域）も出題された。
1994年（平成6年）春期までは情報技術に関する英語の文献の問題や、情報技術の歴史の問題、また、ITの知識というより一般教養（税金など）を問われるような内容の問題も出題されていた。

#### 午後
試験時間150分。午前の応用問題の他、後継のFEでも出題されているアルゴリズムおよびプログラミング言語に関する問題が出題された。特にアルゴリズムとプログラミングは配点が大きいため、合格するためにはしっかりとした対策をする必要があった。
- 擬似言語：必須問題として2問出題されていた。アルゴリズムおよびデータ構造についての知識が問われる。
- IT知識全般：午前の応用問題である。情報技術全般からの応用的知識を問う問題が4問出題されており、そのうち2問を選択して解答することになっていた。
- システム設計：3問が出題され、そのうち1問を選択して解答。内部設計・プログラム設計・マイコン応用システム設計から各1問ずつ出題され、基礎的能力を問われた。
- 各種プログラミング言語：FORTRAN、COBOL、C言語、アセンブラ言語（CASL）から一つないし二つの言語に関しての知識を問う。各言語2問ずつ、計8問出題され、うち2問を選択して回答する形式だった。
  - 1985年まではCASLの代わりにCAP-Xが出題されていた。
  - C言語は1992年（平成4年）秋期から追加された。
  - 1994年（平成6年）春期まではPL/Iが選択可能だった。
  - 1976年（昭和51年）まではALGOLが選択可能だった。
  - 第二種情報処理技術者試験で選択可能だった言語のうち、後継のFEにも引き継がれたのはC言語・COBOL・CASLの3つである。ただしCOBOLは2019年（令和元年）の試験を最後に廃止された。また、CASLはFEでは仕様の改訂が行われている（CASL II）。
    - 現行FEの選択可能言語のうち、Java、Python、表計算ソフトは第二種情報処理技術者試験では出題対象外だった。ただし表計算ソフトは初級システムアドミニストレータ試験には出題されていた。

  - FORTRANは試験制度変更（FEへの移行）に伴い廃止された。

1994年（平成6年）春期までは第一種情報処理技術者試験（現・応用情報技術者試験）などと同じく記述式だったが、同年秋期よりマークシート使用の多肢選択式に変更された。後継のFEも多肢選択式である。

## 合格者の特典
- 技術陸曹・海曹・空曹（現職自衛官の昇任試験の加点のほか、不定期に一般公募もある）および予備自衛官補（技能公募）の任用資格（3曹）である。これには従前の第二種情報処理技術者を含む。
- 国家公務員および地方公務員の採用条件・階級評価となることがある[注 10]。
- 高等学校、大学、大学院、短期大学等では、入学試験での優遇[32]や、入学後の単位認定[33][34]の対象となることがある。
- ジュニアマイスター顕彰制度において、合格者には20ポイントが付与される。

## その他
- IT人材育成センター国家資格・試験部の統計資料による累計値

| 区分                     | 区分                     | 受験者数（人） | 合格者数（人） | 合格率（%） |
| ------------------------ | ------------------------ | -------------- | -------------- | ----------- |
| 第二種情報処理技術者認定 | 第二種情報処理技術者認定 | 22,057         | 1,832          | 8.3         |
| 第二種情報処理技術者     | 1970年度～1994年度春期   | 2,388,115      | 369,556        | 15.5        |
| 第二種情報処理技術者     | 1994年度秋期～2000年度   | 1,126,503      | 182,432        | 16.2        |
| 基本情報技術者           | 2001年度～2008年度       | 1,257,554      | 222,038        | 17.7        |
| 基本情報技術者           | 2009年度～2019年度       | 1,255,137      | 318,810        | 25.4        |

統計資料の応募者・受験者・合格者の推移表において、上記の数値は本試験に計上されている。